# Dasyhelea salinaria
Dasyhelea salinaria är en tvåvingeart som beskrevs av Meillon och Wirth 1981. Dasyhelea salinaria ingår i släktet Dasyhelea och familjen svidknott. Inga underarter finns listade i Catalogue of Life.